# Peniuna Kaitu
Peniuna Kaitu (ur. 31 stycznia 1980) – tuwalski piłkarz grający na pozycji napastnika, reprezentant kraju.

## Kariera klubowa
W latach 2003–2007, Kaitu występował w tuwalskim klubie Nauti FC, który zdobył w tym czasie dwa tytuły mistrza kraju.

## Kariera reprezentacyjna
W 2003 roku podczas Igrzysk Pacyfiku, Kaitu reprezentował Tuvalu w trzech spotkaniach. W meczu przeciwko reprezentacji Kiribati, wystąpił w podstawowym składzie, jednak w 45. minucie zmienił go Titaga Bali. W meczu przeciwko reprezentacji Fidżi, Kaitu także grał w podstawowym składzie, a w 76. minucie meczu został zmieniony przez Sumeę Silu; Kaitu wystąpił także w meczu przeciwko reprezentacji Wysp Salomona, w którym to występując w podstawowym składzie, grał do 79. minuty; wówczas zmienił go Kasipa Fagota. Tuvalu jednak nie liczyło się w walce o wyższe miejsca.
Podczas eliminacji do Mistrzostw Świata w 2010 roku, Kaitu reprezentował Tuvalu w trzech spotkaniach. W pierwszym meczu eliminacji (przeciwko reprezentacji Fidżi), zawodnik ten był jedynie rezerwowym. W kolejnym meczu, (przeciwko Nowej Kaledonii) Kaitu grał już w podstawowym składzie, a w 65. minucie tego meczu, został zmieniony przez Lolesiego Vaię. W trzecim spotkaniu (przeciwko Polinezji Francuskiej) wszedł z ławki rezerwowych, w 69. minucie zastępując Papuę Ulisese (ponadto Kaitu został ukarany żółtą kartką); w ostatnim meczu eliminacji (przeciwko drużynie Wysp Cooka), zawodnik ten grał w podstawowym składzie, ale w 78. minucie po raz kolejny został ukarany żółtą kartką. W wymienionych wyżej spotkaniach Tuwalczycy odnieśli trzy porażki i jeden remis, tracąc przy tym 22 gole. Ostatecznie, reprezentacja tego kraju zajęła ostatnie miejsce w swojej grupie i nie odniosła awansu do kolejnej fazy eliminacji.

## Futsal
W 2008 roku, Kaitu brał udział w Mistrzostwach Oceanii w Futsalu mężczyzn. Jego reprezentacja przegrała jednak wysoko wszystkie spotkania, co w łącznej klasyfikacji dało im ostatnie 6. miejsce.